# 真忠組
真忠組（しんちゅうぐみ）は、幕末期に房総半島・九十九里浜片貝地方で蜂起した攘夷派の民間団体。浪人が指導する貧民たちが、次第に九十九里一帯で（北は八日市場から南は茂原まで）武器、資金を強制的に富裕農民、網主、商人から徴収する中で「世直し」的要素を一部持ったと言われる。そのことをもって、真忠組を在野の自由民権運動の先駆けとして評価する論者もいる。
文久3年12月4日（1864年1月12日）、上総国小関新田の大村屋旅館を接収して「真忠組義士旅館」という大きな表札を掲げて本拠を置いた。組員87人で武士は三浦帯刀、楠音次郎ら5、6人に過ぎず、ほとんどが無宿者や浜地の下層民出身者で構成された。
当初は、水戸天狗党の影響を受けた攘夷運動として開始されたが、当時の他の尊攘グループのように名家や公卿の支援を受けることなく、九十九里地方の豪商や豪農、網元から「強請」してその金を貧困にあえぐ農民、漁民に分配した。そのように、次第に貧民救済の義民的運動の色彩を強め、「世直し」を掲げるようになる。全隊員に「姓」を付けさせて武士も町民も農民も漁民も一切差別を認めなかった。触書を出して大きな運動への発展を計画していた。それは短期間であったが南房総における「地方権力」の様相を帯びつつあった。
しかし、真忠組に強請された商人たちは江戸勘定奉行や各地の領主に被害届を提出し、元治元年1月17日（1864年2月24日）、幕府が差し向けた福島藩、一宮藩、多古藩、佐倉藩らが藩兵1500人を動員して真忠組の三拠点を攻撃。その結果真忠組は、1日で壊滅した。
大村屋では東金周辺に領地を持つ福島藩兵を中心に、関東取締出役配下の案内人などにより、大砲、小銃で攻撃され楠音次郎以下七名が自刃、討死したが大半の組員は逃亡したとされる。大村屋襲撃の報を受け藻原寺東光院在の三浦帯刀他は大村屋へ向かうが途次、剃金村で一宮藩兵に迎撃され捕縛された。また八日市場福善寺在の組員も大村屋に向かうが途中、大村屋が制圧され七名が死亡したとの情報によりその場で解散したがいずれへ立ち回ったかは不明である。
そして、3月29日（5月4日）に田間村（現東金市田間）の御仕置場で斬首された。この時の斬首になったものは三浦ら12名で、処刑された後、首と死骸は小関新開と作田川の大橋の近くに3日間晒された。